# Diocèse de la Vienne
Cet article court présente un sujet plus développé dans : Archidiocèse de Poitiers.
Le diocèse de la Vienne est un ancien diocèse de l'Église constitutionnelle en France. Créé par la constitution civile du clergé de 1790, il est supprimé à la suite du concordat de 1801. Il couvrait le département de la Vienne. Le siège épiscopal était Poitiers.